# Taifun Paka
Supertaifun Paka (05C) (im Bereich von PAGASA auch Supertaifun Rubing) war ein außergewöhnlich kraftvoller und langlebiger tropischer Wirbelsturm, der im Dezember 1997 wesentliche Sachschäden auf den südlichen Marianen anrichtete.
Paka ist der hawaiische Name für Pat.

## Sturmverlauf

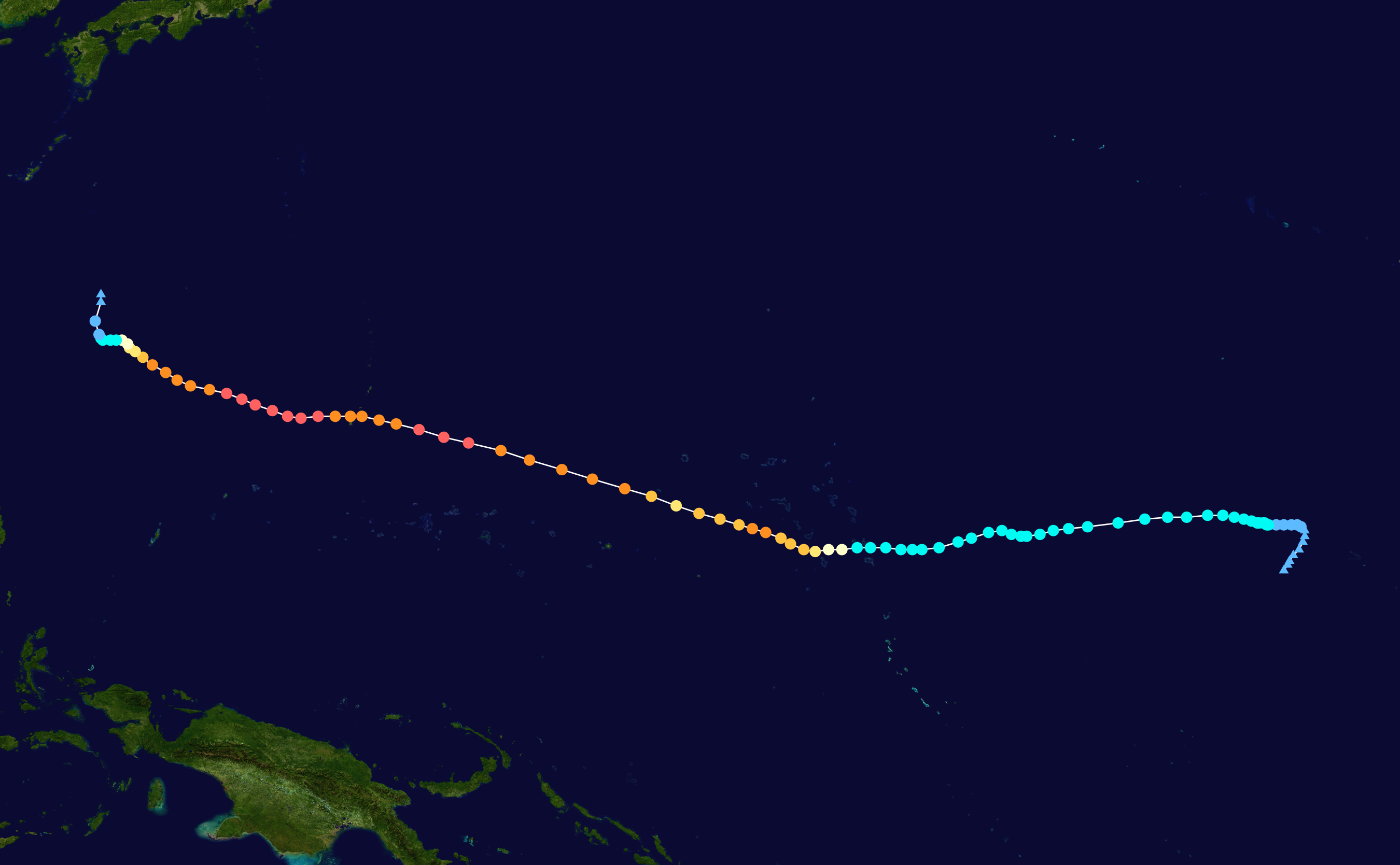
Zugbahn des Taifuns Paka

Als die Großwetterlage im nördlichen Pazifik von einem Spätherbstwetter in ein Muster des frühen Winters wechselte, erstreckten sich Konvektionen aus der Monsunrinne östlich über die internationale Datumsgrenze hinaus. Ende November 1997 entwickelt sich ein äquatorialer Westwind in einer doppelten Rinne auf beiden Seiten des Äquators; die sich in der südlichen Hemisphäre befindliche entwickelte sich direkt zum Tropischen Sturm Pam, während die andere in der nördlichen Hemisphäre ein Konvektionsgebiet bildete, das etwa 2000 km südwestlich von Hawaii lag. Die Störung organisierte sich stufenweise besser und am 28. November entstand aus ihr das tropische Tiefdruckgebiet Fünf-C, etwa 465 km westnordwestlich des Palmyra-Atolls. Von der operativen Seite begann das Central Pacific Hurricane Center (CPHC) erst am 2. Dezember mit der Ausgabe von Unwetterwarnungen auf das System.
Das tropische Tief setzte seinen Zug in nordnordöstlicher Richtung fort und schaffte es anfänglich nicht, sich wesentlich zu verstärken. Am 1. Dezember drehte es aufgrund eines starken Hochdruckgebiets auf seiner Nordseite gemeinsam mit einer meteorologischen Rinne, die über die Datumsgrenze nach Westen reichte, in eine westliche Richtung. Am 2. Dezember stufte des CPHC das Tiefdruckgebiet aufgrund von Satellitenbeobachtungen zum tropischen Sturm Paka, als sich das System etwa 1000 km südsüdöstlich des Johnston-Atolls befand. Aufgrund von hochliegenden Wolken hatten die Wetterbeobachter zeitweise Schwierigkeiten, die Zirkulation in niedriger Höhe korrekt einzuschätzen. Zu einem tropischen Sturm geworden, blieb Paka für etwa zwei Tage nahezu stationär, bevor der Sturm erneut in westlicher Richtung wanderte. Aufgrund warmer Wassertemperaturen intensivierte sich das System stetig und am 3. Dezember, sowie am Tage darauf, erreichte der Sturm Windgeschwindigkeiten von 105 km/h, bevor er auf trockene Luft stieß und sich abschwächte. Während einer zwölfstündigen Phase am 6. Dezember sind die Windgeschwindigkeiten auf minimale Tropensturmbedingungen zurückgegangen. Anschließend begann Paka erneut mit einer Intensivierung und am 7. Dezember überschritt der Sturm die Datumslinie in den westlichen Nordpazifik mit einminütigen Windgeschwindigkeiten von 80 km/h.
Nach dem Erreichen des westlichen Nordpazifiks gingen die Beobachtungspflichten vom CPHC an die Japan Meteorological Agency (JMA) über und durch diese wurde Paka zunächst als Sturm mit 10-minütigen Windgeschwindigkeiten von 65 km geführt. Das Joint Typhoon Warning Center (JTWC) übernahm inoffiziell die Aufgaben der Warnung von Einrichtungen des United States Department of Defense. Paka setzte seine Intensivierung nach dem Überschreiten der Datumslinie fort und hielt am Abend des 7. Dezembers und am darauffolgenden Vormittag Windgeschwindigkeiten von 115 km/h (1-minütig andauernd, JTWC). Windscherungen in der Höhe nahmen allerdings kurz darauf zu und das System wurde erneut schwächer. Um 1200 UTC am 9. Dezember führte das JTWC Paka als tropischer Sturm mit Windgeschwindigkeiten von 85 km/h und sagte eine weitere Schwächung voraus, aufgrund von Oberflächenwetteranalsysen wurde ein weiterhin hohes Niveau der Schwerwinde angenommen. Am 10. Dezember begannen die Scherung sich langsam aufzulösen, als der Sturm auf die Marshallinseln zuzog und in der folgenden Nacht wurde durch das JTWC Paka zum Taifun aufgestuft. Offiziell wurde Paka als Taifun erst klassifiziert, als die JMA um 0000 UTC am 11. Dezember Windgeschwindigkeiten von 120 km/h (10-minütig andauernd, JMA).
Nachdem Paka zum Taifun geworden war, verstärkte sich das System ziemlich rasch und am 12. Dezember erreichte der Taifun 10-minütige Windgeschwindigkeiten von 150 km/h oder 1-minütige Windgeschwindigkeiten von 215 km/h (JTWC). Als die Vorwärtsgeschwindigkeit daraufhin zunahm, schwächte sich das System leicht ab und um 0600 UTC am 13. Dezember klassifizierte JTWC den Taifun mit Windgeschwindigkeiten von 175 km/h (1-minütig andauernd). Allerdings gewann erneut an Kraft und am 14. Dezember, 1200 UTC, erreichte der Sturm die inoffizielle Bezeichnung Supertaifun, während er sich noch weit auf dem offenen Pazifischen Ozean befand. Die JMA klassifizierte den Taifun mit 10-minütigen andauernden Winden von 175 km/h. Nachdem der Sturm seinen ersten Höhepunkt mit Windgeschwindigkeiten von 260 km/h (1-minütig andauernd) am 15. Dezember erreichte, begann Taifun Paka sich abzuschwächen, als er die südlichen Marianen erreichte. Das NEXRAD-Dopplerradar auf Guam enthüllte die Anwesenheit eines primären Auges mit einem Durchmesser von 74 km und einer fragmentierten inneren Wolkenwand mit 19 km Durchmesser. Der Sturm verlangsamte sich und begann wieder stärker zu werden, als er weiter nach Westen zog und am 16. Dezember um 0530 UTC passierte nördliche Hälfte von Pakas äußerem Augenrand die Insel Rota; 20 Minuten später zog der südliche Teil des inneren Wolkenrandes über den Norden Guams. Gegen 1200 UTC zog das Zentrum von Paka etwa 28 km nördlich von Hagåtña vorbei und erreichte damit den nächsten Punkt seiner Annäherung an Guam.
Taifun Paka nahm weiter ständig an Intensität zu, nachdem der Taifun die Marianen passiert hatte und spät am 17. Dezember erreicht er den Höhepunkt mit 185 km/h (10-minütig andauernd), etwa 440 km westnordwestlich von Guam. Am 18. Dezember wurden durch das JTWC Windgeschwindigkeiten von 295 km/h (1-minütig andauernd) gemessen. Am 19. Dezember trat Paka in den Verantwortungsbereich der Philippine Atmospheric, Geophysical and Astronomical Services Administration (PAGASA) ein und wurde Rubing getauft. Kurz darauf wanderte Paka durch ein Gebiet von fortdauernd stärker werdenden Scherwinde, die einen Trend zur stetigen Abschwächung von Paka bewirkten. Am 21. Dezember wurde Paka zum tropischen Sturm abgestuft und am 23. Dezember erklärte die japanische Wetterbehörde Paka für aufgelöst.

## Auswirkungen

### Marshallinseln
Auf seinem Weg über die Marshallinseln als tropischer Sturm produzierte Paka Windböen, die von 75 km/h über den Majuro-Atoll und Kwajalein-Atoll erreichten.

### Rota
Weil der Taifun sich gerade intensivierte, während er den Süden der Insel passierte, waren die anfänglichen Nordost- bis Ostwinde weniger stark, als die zweite Windserie aus Südost.

### Guam
Paka wanderte am 16. Dezember in den Rota Channel. Mit Windgeschwindigkeiten zwischen 160 und 240 km/h zog der Taifun mit seinem Augen in der Nähe der Andersen Air Force Base vorbei. Der Meeresspiegel reicht mehr als elf Meter über den Normalwert. Ungefähr 1500 Bauwerke wurden zerstört und weitere 10.000 beschädigt. Etwa 5000 Personen wurden obdachlos. Der Verlust an Menschenleben auf Guam war minimal, durch die weit verbreitete Verwendung von Beton beim Bau von Wohnhäusern, strenge Bauvorschriften und öffentliche Schutzräume für die, die keine adäquaten Unterkünfte besitzen. Der Schaden an Infrastruktur und Eigentum war allerdings katastrophal. Totalverluste an Gebäuden beschränkten sich jedoch auf solche in Leichtmetallbauweise und Holzkonstruktionen.
Eine Böe von Supertaifun Paka über Guam war mit 380 km/h gemessen worden; Allerdings wurde das Anemometer durch den Sturm beschädigt und daher ist dieser Wert nicht offiziell. Falls der Wert bestätigt wäre, so hätte es sich um die höchste Windgeschwindigkeit gehandelt, die nicht im Zusammenhang mit einem Tornado stand und jemals auf der Erdoberfläche gemessen wurde. (Der aktuelle Höchstwert wurde mit 372 km/h am Mount Washington in New Hampshire gemessen.)

## Folgen
Am 17. Dezember 1997 erklärte der US-Präsident Bill Clinton Guam zum föderalen Katastrophengebiet und ermöglichte dadurch die Zuteilung von Bundeshilfen. Eine Woche später wurden auch die Nördlichen Marianen zum Katastrophengebiet erklärt. Insgesamt hat die FEMA 14.770 Einzelanträge zur Gewährung von Hilfsleistungen von Bewohnern Guams erhalten. FEMA hat Hilfen im Wert von insgesamt 27.367.575 US-Dollar gewährt.